# Lophomerum darkeri
Lophomerum darkeri är en svampart som beskrevs av Ouell. 1966. Lophomerum darkeri ingår i släktet Lophomerum och familjen Rhytismataceae.   Inga underarter finns listade i Catalogue of Life.